# Perleidiformes
Die Perleidiformes sind eine Gruppe ausgestorbener Knochenfische aus der Unterklasse der Knorpelganoiden (Chondrostei), die von der Trias bis zum Unterjura lebten.

## Merkmale
Sie entwickelten zunehmend einen Körperbau, der dem fortschrittlicherer Strahlenflosser (Actinopterygii) entspricht. Im Unterschied zu primitiveren Knorpelganoiden wird die Schwanzflosse fast ausschließlich von Flossenstrahlen gestützt. Der muskelgestützte Schwanzflossenlobus ist stark reduziert. Auch die Morphologie der Kieferknochen zeigt Übereinstimmungen mit den Neuflossern (Neopterygii) und anderen, weiter entwickelten Taxa der Strahlenflosser. Die Perleidiformes waren eher kleine Fische und wurden 4 bis 23 Zentimeter lang.

## Familien
- Cephaloxenidae
- Colobodontidae
- Platysiagidae
- Peltopleuridae
- Cleithrolepidae
- Perleididae
- Platysiagidae